# Línea 130 (Montevideo)
La línea 130 es una línea urbana de Montevideo, que une la ciudad de La Paz en Canelones con la Ciudad Vieja de Montevideo.

## Características
Fue creada el 1 de enero de 1931 como uno de los únicos servicios de la Cooperativa de Ómnibus Línea Fs, la cual tenía sede en la Ciudad Vieja de Montevideo sobre la calle Juan Lindolfo Cuestas, desde donde partían todos los servicios hacia las localidades de La Paz y Las Piedras. En 1937 con la conformación de la Compañía Uruguaya del Transporte Colectivo la línea recibió la denominación de 130, continuando con la operación del mismo recorrido. En los años setenta se determinó que la línea 130 debería tener como destino el Puente de La Paz, límite departamental de Montevideo y Canelones, dicha resolución significaría el nacimiento de la línea 230, la cual se extendería hacia Las Piedras. 
En el año 2011 con la apertura de la Terminal Colón, la línea se convirtió en un ramal de la Línea G, junto con la línea 468. En lo que respecta a sus recorridos ningunos se vieron alterados con tal modificación. En 2020 se dispone que el ramal de la línea G hacia la Ciudad Vieja, retome su denominación original, volviendo la línea 130 a prestar servicios. En septiembre de 2021 fue extendido su recorrido, en el marco de la reforma y traslado de la Terminal de ómnibus La Paz, la cual pasa a ubicarse en la plaza Maimónides, frente al cementerio de La Paz y al Cementerio Israelita, a 1,2 kilómetros del punto anterior, ubicado en el centro de la ciudad.

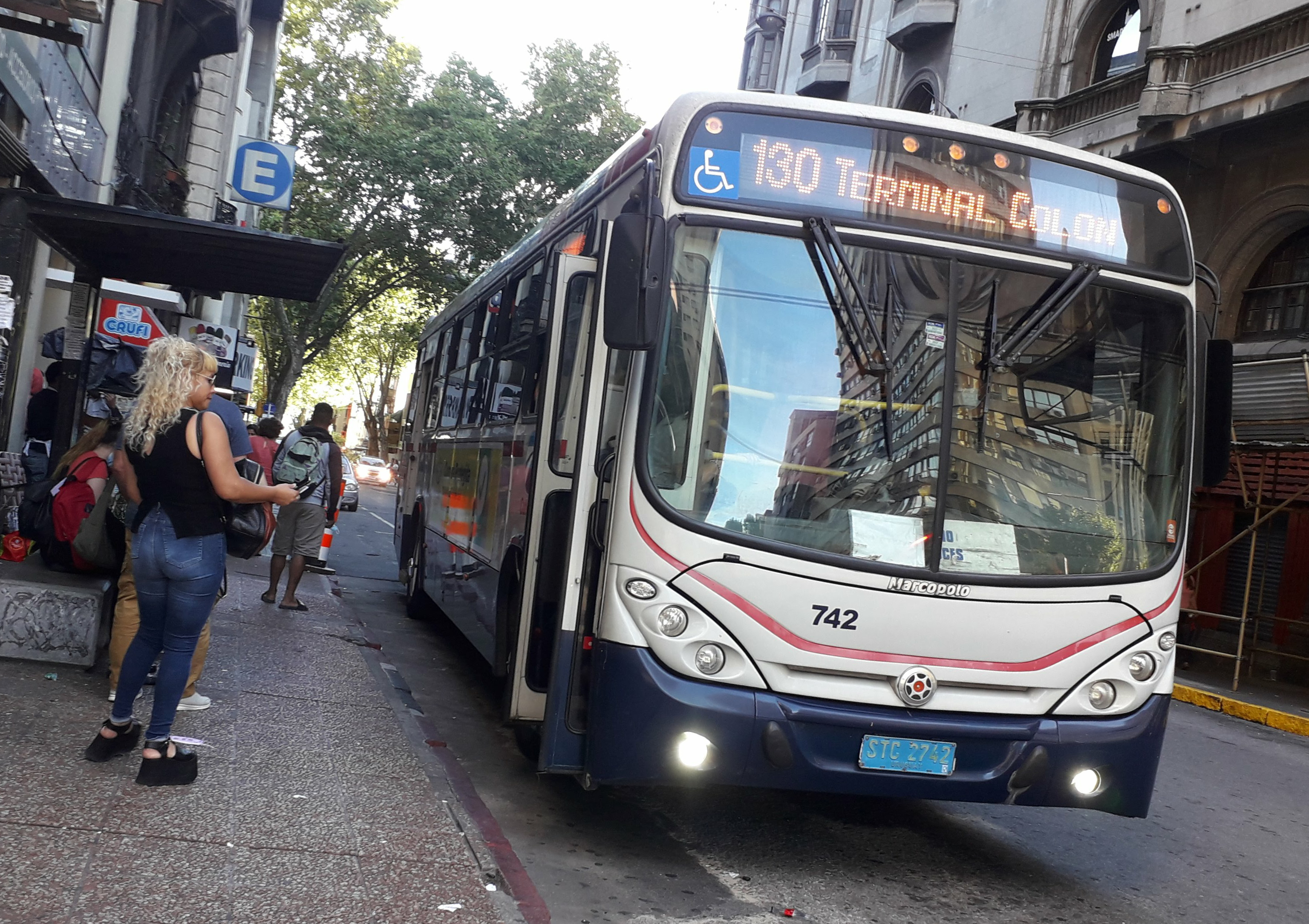
Con destino intermedio Terminal Colón

## Recorridos
| Ida (Desde Ciudad Vieja) - Juan Lindolfo Cuestas - Buenos Aires - Liniers - San José - Andes - Mercedes - Avenida Rondeau - Gral. Caraballo - Avenida Agraciada - San Quintín - Av. Gral. Eugenio Garzón - Corredor Garzón - Andén 2 (Terminal Colón) - Avenida César Mayo Gutiérrez - José Batlle y Ordóñez - José Artigas - Tomas Aldebalde - Avenida César Mayo Gutiérrez - Teresa Muñoz - Dr. Emilio Andreón - Terminal La Paz (Plaza Maimónides) Ida (desde Ciudadela) - Terminal Ciudadela - Juncal - Piedras - Cerro Largo - Florida - Mercedes Continúa a su ruta habitual... | Vuelta (Hacia Ciudad Vieja) - Terminal La Paz (Plaza Maimónides) - Dr. Emilio Andreón - Tomas Aldebalde - José Artigas - José Batlle y Ordóñez - Avenida César Mayo Gutiérrez - Andén 1 (Terminal Colón) - Corredor Garzón - Av. Gral. Eugenio Garzón - José Llupes - Av. Agraciada - Paraguay - Avenida del Libertador - Uruguay - 25 de Mayo - Juncal - Cerrito Continúa sin espera... Vuelta (hacia Ciudadela) - Ruta anterior - Av. Uruguay - 25 de Mayo - Juncal, hasta terminal. |

## Destinos intermedios
Ida
- Terminal Colón

Vuelta
- Zufriategui (Paso Molino)
- Palacio de la Luz